# Frontstollentruhe

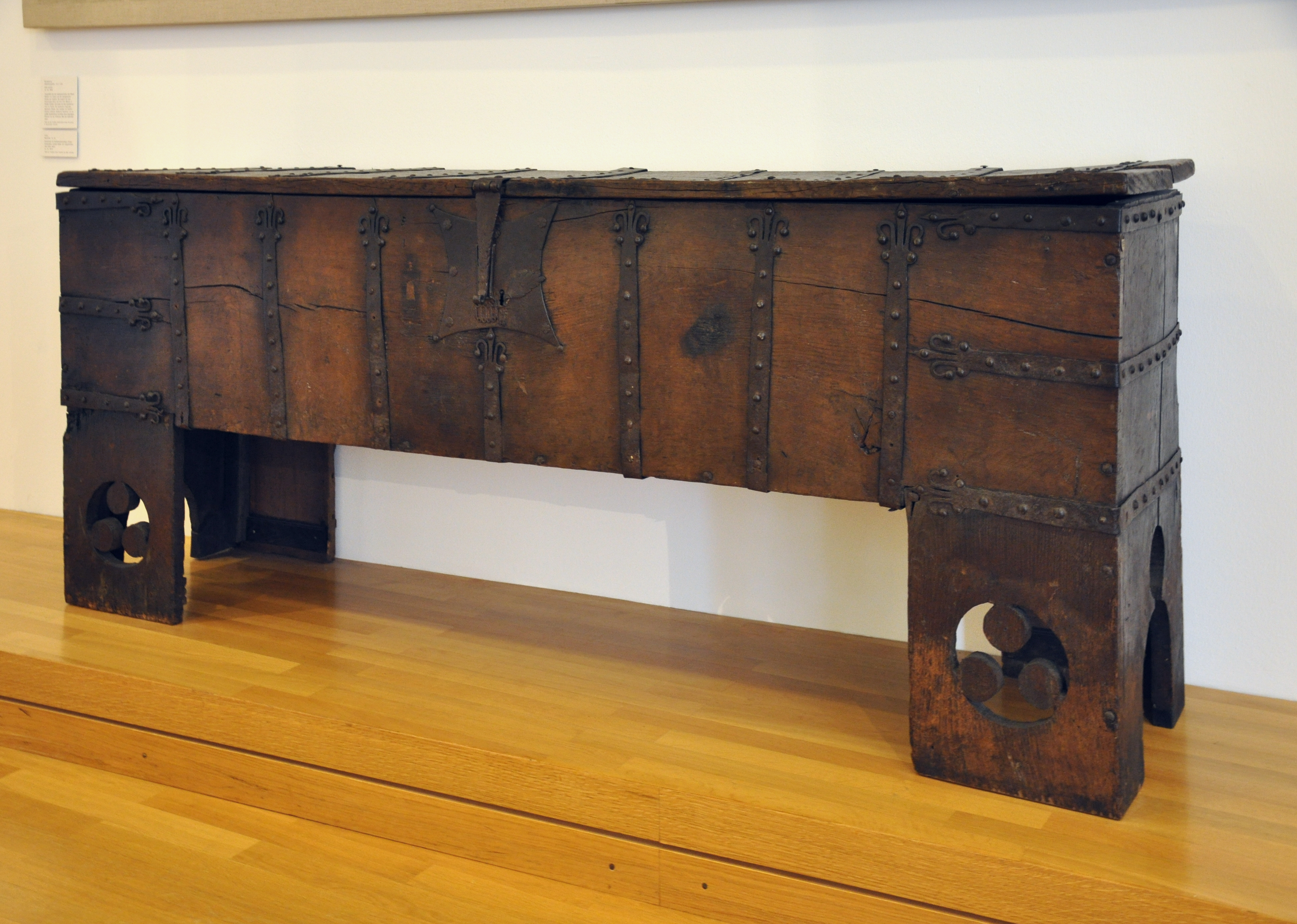
Frontstollentruhe im Museum für Angewandte Kunst Frankfurt am Main

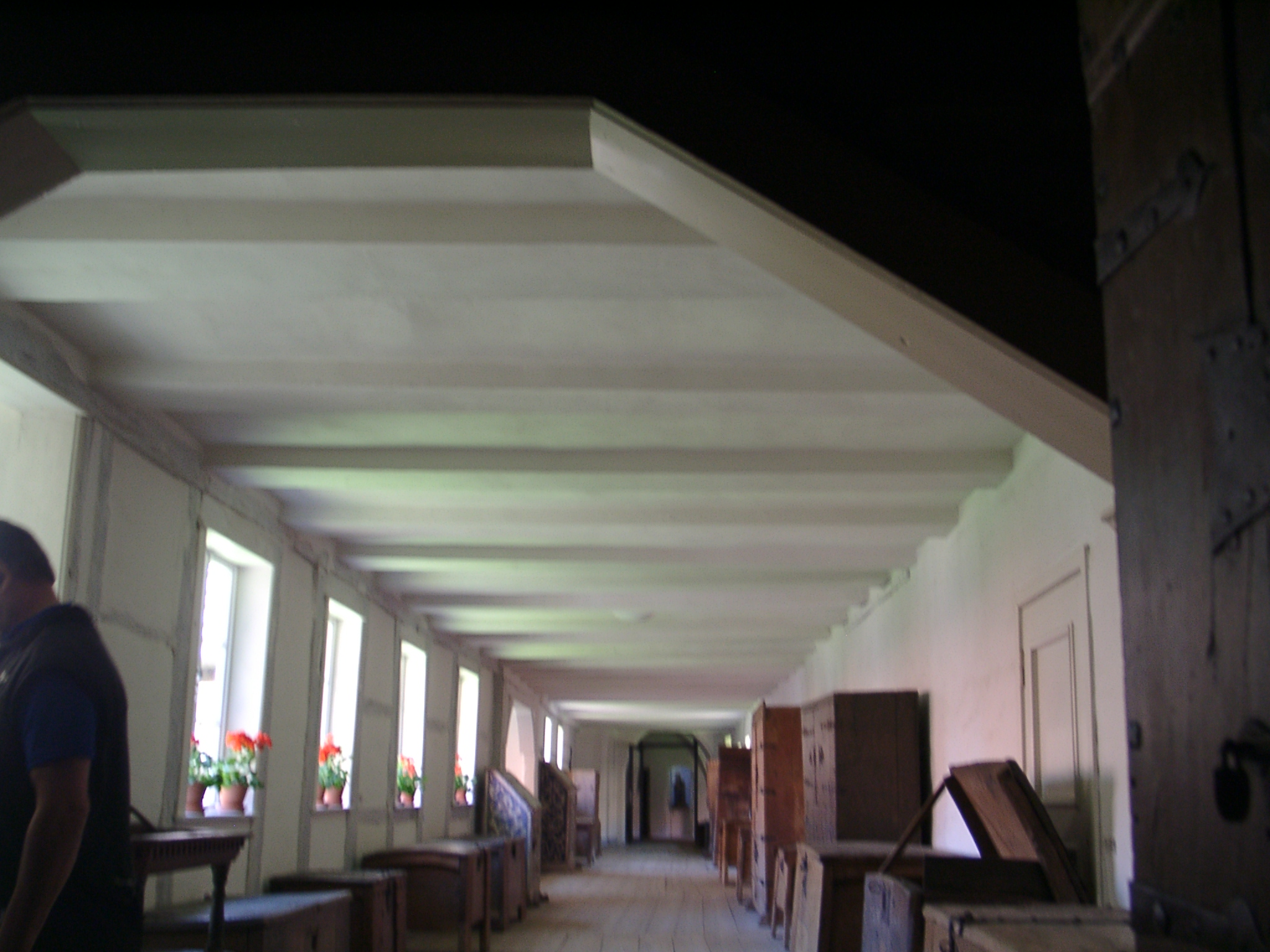
Truhengang im Kloster Wienhausen

Als Frontstollentruhen (auch Stollentruhen genannt) bezeichnet man gotische Truhen, die auf Pfosten (althochdeutsch: stollo) ruhen. Die bis in das 12. Jahrhundert zurückreichende Konstruktion besteht aus vier aufrechtstehenden Bohlen, an denen die Querbretter der Längs- und Seitenwände befestigt sind.
Frontstollentruhen haben sich in den niedersächsischen Frauenklöstern in großer Zahl erhalten. Sie wurden von den Novizinnen mitgebracht und bargen deren persönlichen Besitz. In den Klöstern Wienhausen und Lüne existieren noch sogenannte Truhengänge.